# Hanneke van der Werf
Johanna Jantina (Hanneke) van der Werf (Hengelo, 29 november 1984) is een Nederlands politica namens D66.

## Loopbaan
Van der Werf werd geboren in de Overijsselse stad Hengelo. Ze woonde in Haaksbergen tot haar tweede levensjaar, toen haar familie naar het Achterhoekse dorp Rekken verhuisde. Van der Werf ging naar de Haaksbergse middelbare school Het Assink en studeerde vervolgens geschiedenis en journalistiek aan de Rijksuniversiteit Groningen. Ze begon haar carrière in 2008 met een stage bij het NOS-programma Den Haag Vandaag. Vervolgens was ze persoonlijk assistent van een kamerlid en in 2010 vond ze een baan bij D66 als persvoorlichtster van de Tweede Kamerfractie. In dat jaar werd ze ook lid van die partij.

### Haagse gemeenteraad (2014-2021)
Van der Werf deed in 2014 mee aan de gemeenteraadsverkiezing in Den Haag als nummer 7 op de kandidatenlijst van D66. Ze ontving geen zetel doordat twee mensen lager op de lijst met voorkeurstemmen werden verkozen. Op 15 april kreeg ze een tijdelijke zetel vanwege het ziekteverlof van Marjolein de Jong. In juni werd ze permanent lid, toen raadslid Ingrid van Engelshoven vertrok om wethouder te worden. Ze werd drie jaar later tot voorzitter van het presidium gekozen. In 2017 ging het college akkoord met een initiatiefvoorstel van Van der Werf, waarin een betaald vaderschapsverlof van zes en een halve week werd geïntroduceerd voor gemeentelijke ambtenaren. Voorheen konden vaders alleen dertien weken verlof met half salaris opnemen.
In 2018 werd Van der Werf herkozen als nummer 2 op de lijst. In haar tweede ambtstermijn had ze de portefeuille veiligheid en integratie. Ze volgde Robert van Asten op als Haags fractievoorzitter van D66 in juni, toen Van Asten wethouder werd. In september 2018 verliet Van der Werf de Kamerfractie van D66 om te werken voor financiële dienstverlener AEGON Nederland als woordvoerster op het gebied van hypotheken, schade en innovatie. In de gemeenteraad opperde ze om Den Haag aan te melden voor een pilot om legale teelt en distributie van cannabis uit te testen, maar een meerderheid was tegen. Ook wilde ze dat de gemeente meer zou doen om vrouwenbesnijdenissen te voorkomen. In 2019 keurde de gemeenteraad een voorstel van Van der Werf goed om in specifieke straten te onderzoeken of bedrijven zich met criminele activiteiten bezighielden. In Amsterdam was deze methode al beleid.

### Tweede Kamer (2021-heden)
Tijdens de Tweede Kamerverkiezingen in 2021 stond Van der Werf als negende op de kandidatenlijst van D66, terwijl ze nog op plaats drie stond op de conceptlijst. D66 haalde bij de verkiezingen 24 zetels, waarna Van der Werf op 31 maart werd beëdigd als Tweede Kamerlid. Ze had 13.935 voorkeurstemmen ontvangen en verliet op 15 april de Haagse gemeenteraad. Van der Werfs portefeuille is veiligheid, terrorisme en zeden (voorheen ook drugs, asiel, prostitutie, mensenhandel en migratie) en ze is lid van de vaste commissie voor Binnenlandse Zaken, Digitale Zaken en Justitie en Veiligheid, als ook van de gezamenlijke toezichtsgroep van Europol. In november 2021 pleitte ze voor een centraal loket voor slachtoffers van seksueel geweld en kindermisbruik. Een motie leidde tot een onderzoek naar het opzetten van een dergelijk punt. Later werd een amendement van Van der Werf aangenomen om wraakporno onderdeel te maken van het seksueel strafrecht, terwijl dit eerder juridisch als een inbreuk op de privacy werd beschouwd. In juni 2023 initieerde ze met Joost Sneller (D66) een manifest tegen agressie en geweld. Hierin stond dat een verharding van de maatschappij meer haat en agressie als gevolg had, die met name mensen die de samenleving dienden troffen. In het manifest, dat was ondertekend door de meeste nationale partijen en door een aantal beroepsorganisaties en vakbonden, werden de maatschappij, werkgevers en de regering opgeroepen actie te ondernemen. Van der Werf verliet de Tweede Kamer tijdelijk vanaf 2 oktober 2023 vanwege zwangerschapsverlof.
Van der Werf was nationaal campagneleider van D66 in aanloop naar de Provinciale Statenverkiezingen van 2023.
Voor de verkiezingen van 22 november 2023 stond Van der Werf op plaats 8 van de kandidatenlijst van D66, waardoor zij opnieuw gekozen werd als lid van de Tweede Kamer. Zij werd op 6 december 2023 geïnstalleerd in de nieuwe zitting van de Kamer, waarna ze op 7 december 2023 weer met verlof ging. Dit deed ze omdat ze geïnstalleerd moest worden voordat ze opnieuw met zwangerschaps- en bevallingsverlof kon gaan. Haar baby was inmiddels een maand eerder geboren, maar ze keerde vanwege de regelgeving van de Tweede Kamer pas weer terug op 29 maart 2024.

## Privéleven
Van der Werf woont in Voorburg; zij heeft een man, dochter en zoon.
Mpanzu Bamenga · Rob Jetten · Jan Paternotte · Wieke Paulusma · Anne-Marijke Podt · Ilana Rooderkerk · Joost Sneller · Hans Vijlbrief · Hanneke van der Werf
- Parlement.com: vldqcst01hyh